# Tita Tovenaar (1972-1974)
Tita Tovenaar is een Nederlandse kindertelevisieserie oorspronkelijk uitgezonden door de NOS van 1 oktober 1972 tot en met 1 juni 1974.

## Geschiedenis
Tita Tovenaar werd in 1972 op het Nederlandse scherm gebracht. Het was een dagelijkse serie. Iedere aflevering duurde ongeveer 5 minuten en werd uitgezonden om 18.45 of 18.55 uur, vlak voor de bedtijd van de kinderen. 
De meeste afleveringen werden door Tika (en soms door Tita Tovenaar zelf) afgesloten met de zin "Dat zien we morgen dan wel weer".
De hoofdrollen in de serie waren Tita Tovenaar (Ton Lensink) en zijn dochter Tika (Maroesja Lacunes). Daarnaast figureerden Constant Kwark, Grobelia, Tato Toveraap, de Grobbebollen, het Grobbekuiken en mensen op Aarde zoals de buurvrouw, 't heertje, de politieagent, het boertje en de kelner en kok van het eethuisje.
De bijrollen werden gespeeld door onder anderen Henk Votel, Tim Beekman, Riet Wieland Los, Sies Foletta, Ab van der Linden, Barrie Stevens, Maélys Morel en Corry van der Linden. Hoofdrolspeler Ton Lensink was eveneens de regisseur.
De serie was populair en er verschenen boeken en platen, er werden poppen verkocht en later ook magische toverlantaarns. De serie heeft maar twee jaar gelopen (van 1972 tot 1974) maar is sindsdien al vele malen herhaald. De NOS deed dit bijvoorbeeld in de zomer van 1982 toen het programma Sesamstraat een vakantiestop had. Doordeweeks waren er korte afleveringen van De Bereboot uit 1976 te zien en op zondagavond werden er vijf afleveringen van Tita Tovenaar samengevoegd tot één aflevering van 25 minuten. De TROS liet in 1988 en 1989 ook vijf samengevoegde afleveringen tot één aflevering van 25 minuten zien. Ook in 2004 werd de serie nog een keer uitgezonden.

### Verhaal
Tika woont samen met haar vader Tita Tovenaar in een luchtkasteel hoog boven de wolken. Haar vader is een grote, verstrooide tovenaar en heeft een toverboek met spreuken. Ook brouwt hij allerlei eigen brouwsels. Hij heeft één beperking: hij kan geen aardbeien (zelf noemt hij ze aardbeziën) in kamelen veranderen, maar bijvoorbeeld wel kamelen in dromedarissen. Tika leert ook toveren van haar vader, maar dat lukt maar gedeeltelijk door de verstrooidheid van haar vader. Wel kan ze als ze in haar handen klapt, alle mensen op Aarde stilzetten als een standbeeld. Als ze opnieuw in haar handen klapt, of met haar vingers knipt, komen ze weer in beweging en denken ze dat ze hebben geslapen. Verder kan ze met een toverfluit goudstukken toveren en kan ze vliegen op een bezemsteel. Tita kan met Tika van het luchtkasteel springen en dan op Aarde terechtkomen en omgekeerd, maar ook alleen Tika of iemand anders naar de Aarde toveren en weer terug. Ze eten meestal ti-ta-tovertaart, die Tita tovert, en drinken ti-ta-toverthee.
Verder hebben ze de Grobbebollen (Geeltje met een heel hoge stem en Groentje met een heel slome stem) en de toveraap Tato. Ook hebben ze een Grobbevogel die eens in de 300 jaar een ei legt en alleen maar wil slapen. Als Tika per ongeluk dit ei in een vergrootglas legt, wordt dit ei heel groot, waarna een levensgroot Grobbekuiken wordt geboren dat toetert en alles opeet wat het tegenkomt, zelfs een tafel in het eethuisje en het uniform van de agent.
Samen beleven ze avonturen. De meeste worden veroorzaakt door Tato, die met zijn apenstreken de mensen op Aarde de stuipen op het lijf jaagt, maar ook door het Grobbekuiken, waar vooral het keurige heertje (Frederik) bang voor is. Hij moet het dan ook altijd ontgelden als hij Tita en Tika, al dan niet met Tato of het Grobbekuiken, tegenkomt. Als er dan vreemde dingen gebeuren, breekt het zweet hem uit en raakt hij in paniek. Hij roept dan altijd "Dat moet altijd mij overkomen" en daarna "politie, politie", waarna de agent meestal niets vreemds constateert. Daarentegen vond het boertje nooit iets vreemd en riep hij altijd: "Het is gewoon, zo gewoon als een bruine boon."
In het tweede seizoen komt er een aantal nieuwe typetjes. Grobelia de heks is de tegenpool van Tita Tovenaar. Zij woont in een grot en krijgt bezoek van haar moeder Grobbema. Ook komt Opa tovenaar in beeld, die zijn zoon en kleindochter regelmatig met zijn zwarte kist opzoekt, maar als de klep openstaat last heeft van tocht. Verder is hij dol op spruitjes. Hij vindt Tita maar een broddelaar, een prutser en kan zelf veel beter toveren. Ook verschijnt Kwark, een tovenaarsleerling die een vriend van Tika wordt.

## Seizoenen
| Seizoen | Afleveringen (Totaal) | Afleveringen (Seizoen) | Uitzendingen                    |
| ------- | --------------------- | ---------------------- | ------------------------------- |
| 1       | 490                   | 245                    | 1 oktober 1972 - ?              |
| 2       | 490                   | 245                    | 30 september 1973 - 1 juni 1974 |

## Rolverdeling
| Personage                                       | Acteur/actrice                |
| ----------------------------------------------- | ----------------------------- |
| Tita Tovenaar                                   | Ton Lensink                   |
| Tika                                            | Maroesja Lacunes              |
| Constant Kwark                                  | Barry Stevens                 |
| Frederik ('t heertje)                           | Tim Beekman                   |
| Clown                                           | Tim Beekman                   |
| Amalia (verloofde van 't heertje)               | Riet Wieland Los              |
| Buurvrouw/huishoudster Miepje Hazelaar          | Riet Wieland Los              |
| Petronella (verloofde van 't heertje)           | Marlies van Alcmaer           |
| Agent                                           | Sies Foletta                  |
| Inspecteur van politie                          | Henk Votel                    |
| Boertje                                         | Sies Foletta                  |
| Kok                                             | Sies Foletta                  |
| Postbode                                        | Sies Foletta                  |
| Kelner/ober                                     | Ab van der Linden             |
| Kruidenier                                      | Ab van der Linden             |
| Bakker                                          | Ab van der Linden             |
| Dokter                                          | Ab van der Linden             |
| Komkommerverkoper                               | Ab van der Linden             |
| Dierenoppasser                                  | Ab van der Linden             |
| Fotograaf                                       | Ab van der Linden             |
| Zanglerares                                     | Corry van der Linden          |
| Geeltje (Grobbebol)                             | stem van Corry van der Linden |
| Groentje (later Broer) (Grobbebol)              | stem van Corry van der Linden |
| Grobbekuiken                                    | van binnen Teja Vossen        |
| Opa Tovenaar                                    | Henk Votel                    |
| Tante Truus                                     | Shireen Strooker              |
| Constant Kwark (Tovenaarsleerling en assistent) | Barrie Stevens                |
| Grobelia                                        | Maélys Morel                  |
| Grobbema                                        | Mela Soesman                  |
| Kroel                                           | Maurice Delmonte              |
| Handjesman                                      | Maurice Delmonte              |
| Onk                                             | Tilly Shu-Peters              |
| Tonk                                            | Lijda Wouters                 |
| Honk                                            | Klaas Olde                    |
| Ti-Tov                                          | Hans Boskamp                  |
| Tante Tomasia                                   | Ingeborg Jonassen             |

## Tune
In de tune zingt Tika met haar gezicht in het luchtkasteel de woorden van de begintune. Voor diverse dvd-uitgaven heeft Adrina Producties deze tune vervangen door een andere versie en zijn er ook andere fragmenten aan toegevoegd.

## Liedjes uit de serie
In de serie komen regelmatig liedjes voor. In totaal zijn er 38 liedjes in de serie. De meeste liedjes werden eerst uitgebracht op een lp samen met het hoorspel. Later is van de lp een luisterboek gemaakt met de liedjes erbij. Sommige liedjes zijn nog niet uitgebracht op lp of cd. (* = Liedje nog niet uitgebracht op lp of cd).
| Nr. | Titel                                      | Tekst               | Muziek           | Jaar |
| --- | ------------------------------------------ | ------------------- | ---------------- | ---- |
| 1   | Allen samen                                | Lo Hartog van Banda | Joop Stokkermans | 1972 |
| *2  | Dat zien we morgen dan wel weer (Eindtune) | Lo Hartog van Banda | Joop Stokkermans | 1972 |
| *3  | De ankerspreuk                             | Lo Hartog van Banda | Joop Stokkermans | 1972 |
| *4  | De doe-het-zelf-piano                      | Lo Hartog van Banda | Joop Stokkermans | 1972 |
| 5   | De oude doos                               | Lo Hartog van Banda | Joop Stokkermans | 1972 |
| 6   | De vis in zijn kom                         | Lo Hartog van Banda | Joop Stokkermans | 1972 |
| 7   | Een beetje van dit en een beetje van dat   | Lo Hartog van Banda | Joop Stokkermans | 1972 |
| 8   | Gewoon                                     | Lo Hartog van Banda | Joop Stokkermans | 1972 |
| *9  | Grobbezang                                 | Lo Hartog van Banda | Joop Stokkermans | 1972 |
| 10  | Het echolied                               | Lo Hartog van Banda | Joop Stokkermans | 1972 |
| 11  | Ik ben weer Tita Tovenaar                  | Lo Hartog van Banda | Joop Stokkermans | 1972 |
| 12  | Kamelenslaaplied                           | Lo Hartog van Banda | Joop Stokkermans | 1972 |
| 13  | Kom uit dat ei, papa                       | Lo Hartog van Banda | Joop Stokkermans | 1972 |
| 14  | Mijn vader is een tovenaar (Tune)          | Lo Hartog van Banda | Joop Stokkermans | 1972 |
| 15  | O tover, o tover                           | Lo Hartog van Banda | Joop Stokkermans | 1972 |
| 16  | Stof, stof, stof                           | Lo Hartog van Banda | Joop Stokkermans | 1972 |
| 17  | Tato de toveraap                           | Lo Hartog van Banda | Joop Stokkermans | 1972 |
| 18  | Tato, Tika roept                           | Lo Hartog van Banda | Joop Stokkermans | 1972 |
| 19  | Tika's vlucht                              | Lo Hartog van Banda | Joop Stokkermans | 1972 |
| 20  | Tikatikata toverlied                       | Lo Hartog van Banda | Joop Stokkermans | 1972 |
| 21  | Toverpapa, toverpapa                       | Lo Hartog van Banda | Joop Stokkermans | 1972 |
| 22  | Wat een weer weer                          | Lo Hartog van Banda | Joop Stokkermans | 1972 |
| *23 | Die hoed, die hoed!                        | Lo Hartog van Banda | Joop Stokkermans | 1972 |
| *24 | Flonker flonker denneboom                  | Lo Hartog van Banda | Joop Stokkermans | 1972 |
| *25 | Klokkenlied                                | Lo Hartog van Banda | Joop Stokkermans | 1972 |
| *26 | Slaap kindje slaap                         | Lo Hartog van Banda | Joop Stokkermans | 1972 |
| *27 | Aankleedboek                               | Lo Hartog van Banda | Joop Stokkermans | 1973 |
| 28  | Bellezeep                                  | Lo Hartog van Banda | Joop Stokkermans | 1973 |
| 29  | De Oosterpoort                             | Lo Hartog van Banda | Joop Stokkermans | 1973 |
| 30  | Hoera, daar is papa!                       | Lo Hartog van Banda | Joop Stokkermans | 1973 |
| 31  | Klavertje vier                             | Lo Hartog van Banda | Joop Stokkermans | 1973 |
| 32  | Oeleboele                                  | Lo Hartog van Banda | Joop Stokkermans | 1973 |
| 33  | Om en om                                   | Lo Hartog van Banda | Joop Stokkermans | 1973 |
| 34  | Spiegelspel                                | Lo Hartog van Banda | Joop Stokkermans | 1973 |
| 35  | Spraakwater                                | Lo Hartog van Banda | Joop Stokkermans | 1973 |
| 36  | Titov, Titov                               | Lo Hartog van Banda | Joop Stokkermans | 1973 |
| *37 | Waar blijft de tijd?                       | Lo Hartog van Banda | Joop Stokkermans | 1973 |
| *38 | Heksendans                                 | Lo Hartog van Banda | Joop Stokkermans | 1974 |
| *39 | Waar moet een geest naartoe?               | Harrie Geelen       | Joop Stokkermans | 1973 |
| *40 | Dat heet 'toneel'                          | Harrie Geelen       | Joop Stokkermans | 1973 |
| *41 | Toveren is tumtum                          | Harrie Geelen       | Joop Stokkermans | 1973 |
| *42 | Hi hi hi, ha ha ha                         | Lo Hartog van Banda | Joop Stokkermans | 1974 |
| *43 | Klepperman, klepperman                     | Lo Hartog van Banda | Joop Stokkermans | 1974 |
| *44 | Toverfluitdans                             | Lo Hartog van Banda | Joop Stokkermans | 1974 |
| *45 | Wandelen is gezond                         | Lo Hartog van Banda | Joop Stokkermans | 1974 |

## Dvd's
Van de serie uit de jaren 70 is een aantal afleveringen op dvd uitgebracht. De benaming 'Dubbelbox' slaat op de oorspronkelijke videobanden waarin deze uitgaven verschenen, met twee banden per deel, en is dus voor de uitgaven op dvd niet van toepassing. De aflevering Spraakwater is tweemaal op video en dvd uitgebracht: Dubbelbox 1 (Mijn vader is een tovenaar) en Deel 4 (oranje): Spraakwater.

### Dubbelbox 1: Mijn vader is een tovenaar
1. Mijn vader is een tovenaar
2. Tika's toverfluit
3. De echoroep
4. De plaatswisselaar
5. Doe-het-zelf bellen
6. Spraakwater

### Dubbelbox 2: Tante Truus
1. Tante Truus
2. De hoesjoesbloem
3. De versneller
4. Tika's eerste vlucht
5. De zang van de vis
6. De ommekeerspreuk

### Dubbelbox 3: De wiebelgriep
1. De wiebelgriep
2. De ommekeerzeep
3. De verhuizing
4. De Loeikakel
5. De slappelachvlieg
6. Pa's toverkracht in een flesje

### Deel 1 (roze): Het Grobbekuiken
1. Het Grobbekuiken
2. Heel veel Grobbekuikens
3. Het aankleedboek

### Deel 2 (lichtgroen): Klavertje vier
1. Klavertje vier
2. De toverfluitdans
3. Kwark wil vliegen

### Deel 3 (paars): De Zweverik
1. De Zweverik
2. De moeder van Grobelia
3. De Toverplak

### Deel 4 (oranje): Spraakwater
1. *Spraakwater
2. Grobelia lokt opa
3. De Gravin

### Deel 5 (blauw): Grobelia wil toverpappa's toverkracht
1. Grobelia wil toverpappa's toverkracht
2. Het geheim van Toverpappa

### Deel 6 (donkergroen): Het Zevenmijls Borsteltje
1. Het Zevenmijls Borsteltje
2. De Handjesman

### Deel 7 (geel): Dwaallicht
1. Dwaallicht
2. Uitgekookte fluit

### Deel 8 (rood): De kamezel
1. Krachtaardbeien
2. De Kamezel

## Opnamelocaties
- Alle scènes in het luchtkasteel en het Grobbedal werden opgenomen in de studio. Alle uitstapjes werden op locatie in Hilversum gefilmd.
- De buitenscènes bij het eethuisje werden in Kortenhoef opgenomen bij het voormalig restaurant Het Rechthuis, dat heden Brasserie Geesje heet, op de Kortenhoefsedijk 157.
- Voor de aflevering Tante Truus zijn er opnames gemaakt op de Kalverringdijk op de Zaanse Schans en in het kruidenierswinkeltje van Albert Heijn.
- Voor de aflevering De versneller zijn er opnames gemaakt in het Gelderse dorp Maurik, in de Raadhuisstraat. In die opnames zie je op de achtergrond de Sint-Maartenskerk van Maurik.

### Galerij

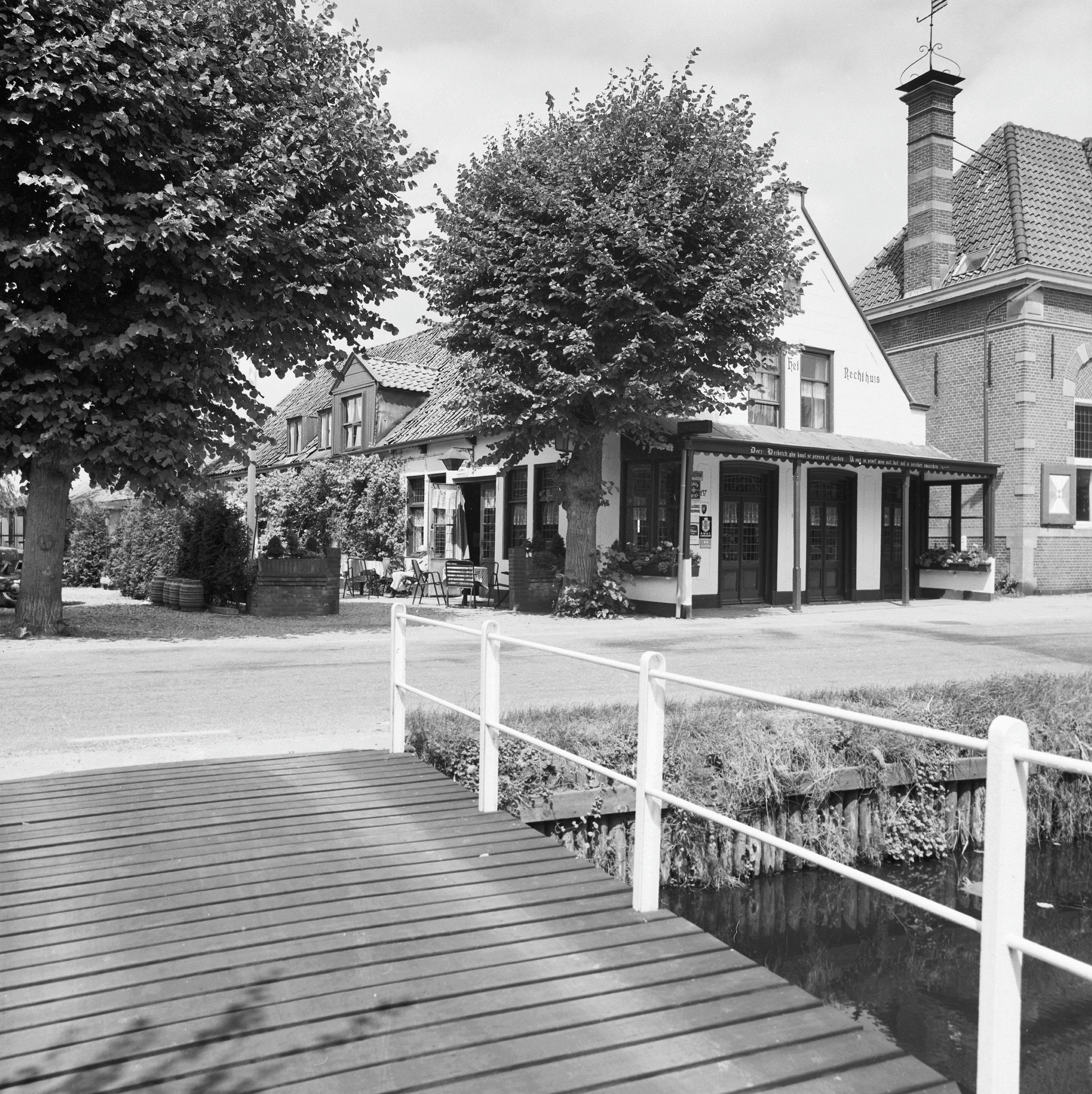
Het eethuisje uit de serie. Voormalig restaurant Het Rechthuis, dat nu Brasserie Geesje heet. Kortenhoefsedijk 157 in Kortenhoef. Foto uit 1973.
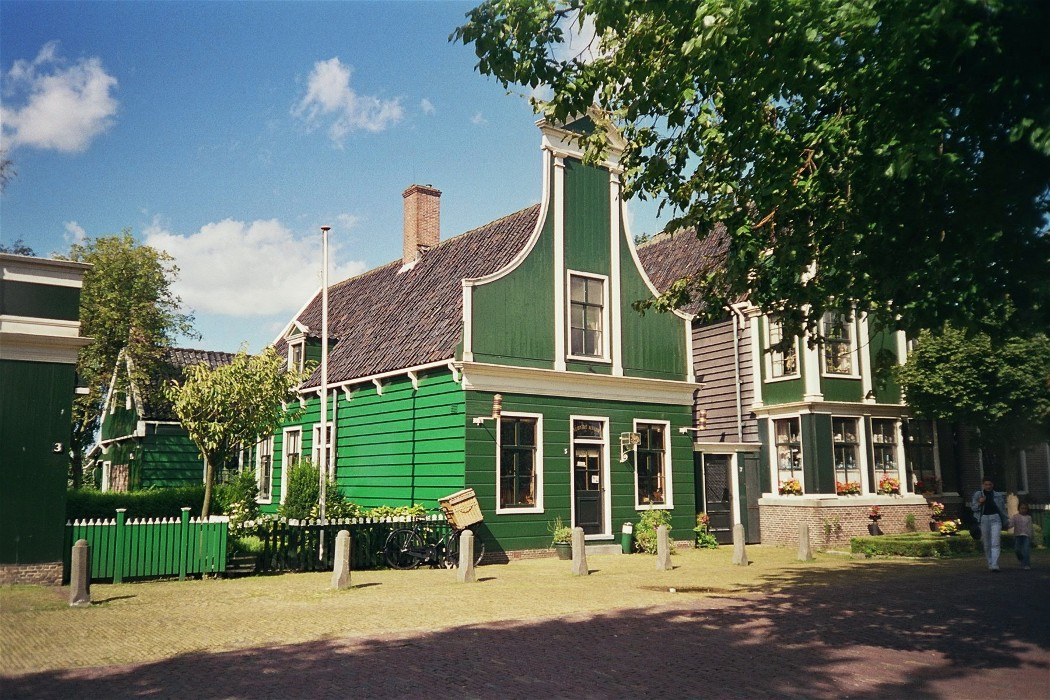
Het kruidenierswinkeltje uit de serie, in werkelijkheid de replica van de eerste Albert Heijn-winkel van NL, op de Zaanse Schans.
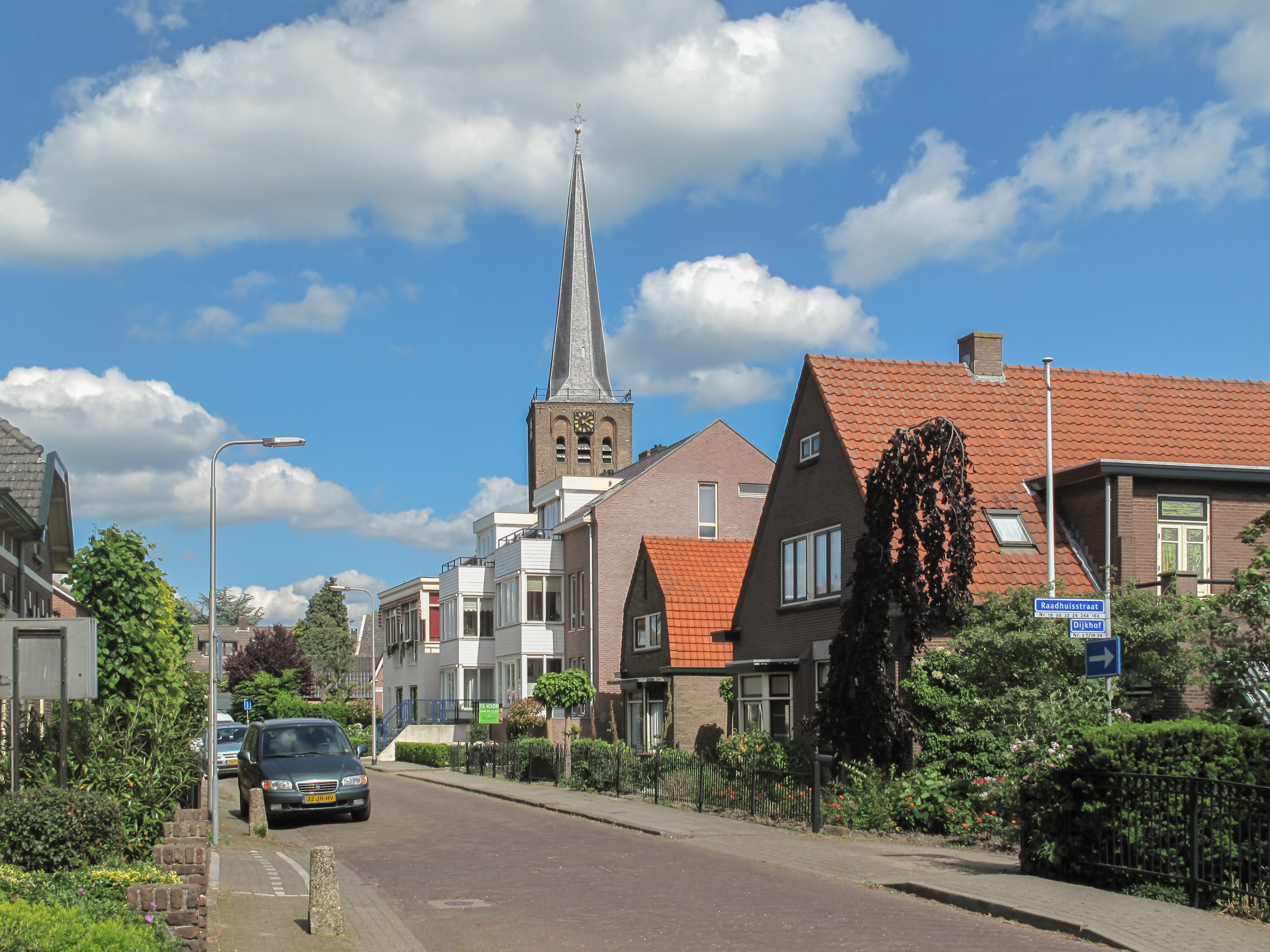
In de aflevering ‘De versneller’ zie je op de achtergrond de Sint-Maartenskerk van Maurik.

## Trivia
- De opnames van de serie gingen van start op 12 juni 1972. De studio-opnames van het eerste seizoen werden opgenomen in de Mundo Films Hilversum in Hilversum. De studio-opnames van het tweede seizoen werden opgenomen in de Cinetone in Duivendrecht.[2]
- Henk Votel, die de rol van opa van Tika en vader van Tita speelde, was in werkelijkheid zestien jaar jonger dan Ton Lensink. Votel is gehuwd met Maroesja Lacunes die in de serie zijn kleindochter speelt.
- Veel acteurs speelden meerdere rollen. Zo had Ab van der Linden liefst zeven rollen in de serie en Sies Foletta vier. Henk Votel, die de rol van opa speelde, speelde in de aflevering Kwark wil vliegen de rol van inspecteur van politie.
- Het sketchprogramma Koefnoen parodieerde de herkenningstune als Rita Tovenaar, een verwijzing naar de politieke ambities van Rita Verdonk.
- In 2008 werd de serie nieuw leven ingeblazen door Efteling Media met dertien nieuwe afleveringen, als TiTa Tovenaar uitgezonden door de AVRO. Van september tot en met december 2009 werd er een tweede reeks van dertien afleveringen uitgezonden, ook door de AVRO. Van maart tot en met mei 2010 werden beide series herhaald in Z@ppelin.
- De Grobbebollen waren draadmarionetten die werden geanimeerd door Joost Brugman en Yvonne Brugman - Witteveen van het Nederlands Marionettentheater'.